# Камден (Њу Џерзи)
Камден (енгл. Camden) град је у америчкој савезној држави Њу Џерзи. По попису становништва из 2010. у њему је живело 77.344 становника.

## Демографија
Према попису становништва из 2010. у граду је живело 77.344 становника, што је 2.560 (3,2%) становника мање него 2000. године.
| Група             | 2000.          | 2010.          |
| Белци             | 5.671 (7,1%)   | 3.792 (4,9%)   |
| Афроамериканци    | 42.628 (53,3%) | 37.180 (48,1%) |
| Азијати           | 1.958 (2,5%)   | 1.637 (2,1%)   |
| Хиспаноамериканци | 31.019 (38,8%) | 36.379 (47,0%) |
| Укупно            | 79.904         | 77.344         |